# Клоотс, Анахарсис
Анахарсис Клоотс (фр. Anacharsis Cloots, настоящее имя Жан Батист (фр. Jean-Baptiste Cloots), имя Анахарсис принял, увлекшись идеями античности, 24 июня 1755, замок Гнаденталь, близ Клеве — 24 марта 1794, Париж) — политический деятель и революционер времён Великой французской революции; философ-просветитель, активный публицист. Имел титул прусского барона. Рядом историков считается автором понятия «природных (натуральных) границ Франции».

## Происхождение и жизнь в годы, предшествовавшие Французской революции
Отец Жана Батиста, барон Томас Франсуа Клоотс, родом из голландской купеческой семьи, из-за преследований католиков, к числу которых принадлежал, был принуждён покинуть протестантские Нидерланды и перебраться в Пруссию, где сумел сделать прекрасную карьеру, получив чин тайного советника при прусском короле. Клоотс-младший с самого детства получил французское воспитание (провинция Клеве в то время было слабо онемечена), и даже немецкий язык знал посредственно. Семи лет Жана Батиста отдали в духовную школу в Брюсселе, затем в иезуитскую коллегию в Монсе, после которой он шесть лет учился в колледже Plessis-Sorbonne, откуда отец перевёл его в Военную Академию в Берлине, казарменным духом которой Клоотс-младший очень тяготился. После смерти отца Клоотс унаследовал его немалое состояние и в 1776 приехал в Париж, где сблизился с энциклопедистами, посещал Вольтера, Руссо, познакомился с Лафайетом, Франклином, Мабли, Байи и т. д.; развивал пантеистические идеи связывая их с активной антицерковной позицией.
После трёх лет пребывания в Париже несколько раз путешествовал по Европе, из последней поездки, в Испанию, Клоотс возвратился уже в разгар революции, в июле 1789 года.

## Деятельность во время революции
С 1789 года Клоотс состоял в Якобинском клубе. В годы революции принял французское гражданство, был избран в Конвент (1792) от департамента Уаза. В 1790 году трижды выступал в Якобинском клубе по различным вопросам. В первые три года Революции Клоотс чаще всего печатался в «Chronique de Paris». Кроме того, он публиковался в «Монитере», во «Всеобщей газете» Бриссо, в журнале Камилла Демулена («Revolution de France et de Brabant»), в «Патриотических анналах». Затем Клоотс выпустил ряд небольших брошюр на злободневные темы (в 1790 году — 4, в 1791 — 2, в 1792 — 12, в 1793 — 9). Во всех этих брошюрах заметна быстро усиливающаяся радикализация автора от деизма — к атеизму и от либерального монархизма — к крайне левым по тому времени взглядам.
Главной целью революции Клоотс считал создание «всемирной республики». В 1790 году он возглавил делегацию в Национальное собрание из представителей различных народов, примкнувших к революции. Как глава делегации, он заявил, что французская революция есть только начало революции всемирной, что стало главной «агитационно-пропагандистской» темой в его статьях, речах и выступлениях. Для осуществления этого замысла «оратор рода человеческого» (как Клоотс часто называл себя) требовал (с декабря 1791) объявления войны европейским державам, а после её начала — продолжения войны вплоть до создания «всемирного союза республик», столицей которого должен был, по его мнению, стать Париж. В 1792 году пожертвовал на всеобщее вооружение Франции 12 000 франков. Подобный авантюризм и космополитизм крайне негативно враждебно был принят М. Робеспьером и другими якобинцами.
С 1793 Клоотс ратовал за насильственную «дехристианизацию», называя себя личным врагом Христа и всякой религии, доказывал в своих литературных произведениях, что только народ может быть господином мира, что только глупцы могут верить в высшее существо, культ которого пытались организовать сторонники Робеспьера. Клоотс поддерживал замену католичества культом Разума, полагая, что народ отныне готов более не верить «поповским фокусам» и обратиться к «истинной морали».
Во время процесса Людовика XVI Клоотс голосовал за казнь бывшего короля «во имя человечества».

## Арест и гибель
В декабре 1793 исключён из Якобинского клуба, а весной 1794 года, после принятия решения об исключении иностранцев из Конвента, арестован и привлечён к суду. Когда Клоотса везли к зданию Революционного трибунала, толпа провожала его криком: «Пруссака на гильотину!». Он отвечал: «Пусть на гильотину, но признайте, граждане, ведь странно, что человек, которого сожгли бы в Риме, повесили в Лондоне, колесовали в Вене, будет гильотинирован в Париже, где восторжествовала республика». В обвинительном заключении ему вменялось в вину намерение восстановить монархию и даже «открыть двери тюрем и направить освобождённых преступников против Конвента, уничтожить республику путём разжигания гражданской войны, клеветы, возбуждения мятежей, порчи нравов, подрыва общественных принципов, удушения революции голодом».

Анахарсис Клоотс, «личный враг Иеговы», тоже умерший очень мужественно, в свою последнюю ночь больше всего огорчался по тому поводу, что некоторые из осужденных «сохранили веру в бессмертие души», и всячески старался их разубедить: никакого бессмертия не будет, завтра от нас решительно ничего не останется.— Алданов М.А. Фукье-Тенвиль // Сочинения. Кн. 2: Очерки. М.: Изд-во "Новости", 1995. С. 257.
Клоотс был казнён вместе с эбертистами по обвинению в шпионаже, на деле же за пропаганду идей революционной войны и «всемирного союза республик», проведение в жизнь которых однозначным образом вело Францию к войне со всей Европой, что в любом случае хотели избежать Робеспьер и его сторонники, выступавшие за налаживание мирных отношений с иностранными державами, так что пропаганду Клоотса робеспьеристы воспринимали как попытку втянуть Францию в гибельную для неё войну, прикрываемую крайне революционными призывами, что казалось им несомненным признаком «аристократизма» (то есть контрреволюции, так как в то время под «аристократами» понимали всех противников революции и республики независимо от происхождения).

## Крупнейшие литературные и публицистические работы Клоотса

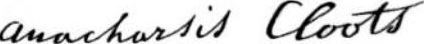
Подпись Анахарсиса Клоотса

- «Certitudes des preuves du Mohammédanisme» (Лондон, 1780)
- «L’orateur du genre humain ou dépèches du prussien Cloots au prussien Herzberg» (1791)
- «Base constitutionelle de la république du genre humain» (1793)